# Manuela Arcanjo
Maria Manuela de Brito Arcanjo (12 de abril de 1954) é uma professora universitária do ISEG e política portuguesa. 

## Biografia
Exerceu funções como ministra da Saúde do XIV Governo Constitucional (1999-2001), presidido por António Guterres.

## Funções governamentais exercidas
- XIV Governo Constitucional
  - Ministra da Saúde